# 企爐餅

企爐餅原名大餅，外貌像小小的薄餅，是香港傳統特色小吃。由於有完完整整的意義，所以是水上人嫁娶必備的禮餅。 另一方面，因為以前漁民往往出海兩、三個月，所以企爐餅的耐放特質非常適合漁民需要。
原來的企爐餅製作時候被放在爐邊，下面放上柴枝，上面放鐵絲網，一邊燒一邊翻滾。因此得名。
餅皮材料包括三斤麵粉、六兩糖、六隻雞蛋、生油、水。
其實企爐餅有鹹甜之分。甜的企爐餅餡料有砂糖和芝麻。鹹的企爐餅餡料則有鹽和南乳。

## 外部連結
- 企爐餅 （页面存档备份，存于）